# Arica y Parinacota
Arica y Parinacota (hiszp. XV Región de Arica y Parinacota) – jeden z 16 regionów Chile, położony na północy kraju. Jego stolicą jest Arica. Powstał 8 października 2007 roku z podziału regionu Tarapacá i jest jednym z najnowszych regionów kraju. Składa się z dwóch prowincji: Arica i Parinacota.